# Gadchiroli
Gadchiroli ist eine Stadt im indischen Bundesstaat Maharashtra. Die Stadt befindet sich im Osten des Bundesstaates und liegt nahe dem geografischen Zentrum Indiens.
Die Stadt ist der Verwaltungssitz des gleichnamigen Distrikts Gadchiroli. Gadchiroli hat den Status eines Municipal Council. Die Stadt ist in 23 Wards gegliedert. Sie hatte am Stichtag der Volkszählung 2011 54.152 Einwohner, von denen 27.569 Männer und 26.583 Frauen waren. Hindus bilden mit einem Anteil von über 79 % die Mehrheit der Bevölkerung in der Stadt. Die Alphabetisierungsrate lag 2011 bei 90,45 % und damit deutlich über dem nationalen Durchschnitt.
Gadchiroli ist über Straßen mit Chandrapur, Nagpur, Bhandara und Gondia verbunden. Es gibt keine Eisenbahnverbindungen nach Gadchiroli und der nächste Bahnhof ist in Desaiganj.
Gadchiroli ist bekannt für seine Wälder. Teak wird kommerziell angebaut und Bambus wird für verschiedene Handarbeiten verwendet.
In der Vergangenheit hat die Gegend um Gadchiroli Aktivitäten der Naxaliten erlebt.